# Glass (film)
Glass is een Amerikaanse thrillerfilm uit 2019, geschreven en geregisseerd door M. Night Shyamalan.

## Verhaal
David Dunn gaat samen met zijn zoon op zoek naar een seriemoordenaar en ontvoerder van een aantal cheerleaders. Wanneer hij de dader Kevin Wendell Crumb vindt, ontstaat een gevecht waarna ze beiden gearresteerd worden. Ze worden opgesloten in een inrichting waar zich ook Elijah Price bevindt. De psychologe Ellie Staple behandelt hen alle drie om hen af te helpen van wat zij ziet als grootheidswaan.

## Rolverdeling
| Acteur              | Personage                       |
| ------------------- | ------------------------------- |
| Samuel L. Jackson   | Elijah Price / Mr. Glass        |
| James McAvoy        | Kevin Wendell Crumb / The Horde |
| Bruce Willis        | David Dunn / The Overseer       |
| Sarah Paulson       | Dr. Ellie Staple                |
| Anya Taylor-Joy     | Casey Cooke                     |
| Spencer Treat Clark | Joseph Dunn                     |

## Productie
Glass ging op 12 januari 2019 in première en behaalde in zijn openingsweekend van 18 januari wereldwijd een opbrengst van circa 87 miljoen US$. De film kreeg overwegend negatieve kritieken van de filmcritici met een score van 36% op Rotten Tomatoes, gebaseerd op 280 beoordelingen.